# Czerwionka-Leszczyny
Czerwionka-Leszczyny là một thị trấn thuộc huyện Rybnicki, tỉnh Śląskie ở nam Ba Lan. Thị trấn có diện tích 38 km². Đến ngày 1 tháng 1 năm 2011, dân số của thị trấn là 28177 người và mật độ 749 người/km².